# Oligomyrmex similis
Oligomyrmex similis är en myrart som först beskrevs av Mayr 1862.  Oligomyrmex similis ingår i släktet Oligomyrmex och familjen myror. Inga underarter finns listade i Catalogue of Life.